# Bathylaimus tenuicaudatus
Bathylaimus tenuicaudatus is een rondwormensoort uit de familie van de Tripyloididae. De wetenschappelijke naam van de soort is voor het eerst geldig gepubliceerd in 1933 door Allgén.